# Hırkalı, Demirci
Hırkalı là một xã thuộc huyện Demirci, tỉnh Manisa, Thổ Nhĩ Kỳ. Dân số thời điểm năm 2011 là 357 người.